# Tom Standage
Tom Standage – angielski dziennikarz i autor. Uczęszczał na Uniwersytet Oksfordzki, a po jego ukończeniu pracował jako naukowiec. Obecnie współpracuje z gazetami The Guardian oraz The Economist, w której jest redaktorem działu techniki. Artykuły Standage'a ukazywały się również w: Wired, The New York Times i The Daily Telegraph. 
Tom Standage jest autorem czterech książek.

## Książki
- The Turk: The Life and Times of the Eighteenth Century Chess Player
- The Victorian Internet
- The Nepture File
- Historia świata w sześciu szklankach